# Flez-Cuzy
Flez-Cuzy is een gemeente in het Franse departement Nièvre (regio Bourgogne-Franche-Comté) en telt 125 inwoners (2009). De plaats maakt deel uit van het arrondissement Clamecy.

## Geografie
De oppervlakte van Flez-Cuzy bedraagt 5,8 km², de bevolkingsdichtheid is 21,1 inwoners per km².
De onderstaande kaart toont de ligging van Flez-Cuzy met de belangrijkste infrastructuur en aangrenzende gemeenten.

## Demografie
Onderstaande figuur toont het verloop van het inwonertal (bron: INSEE-tellingen).